# Monismo

O ponto circulado foi usado pelos pitagóricos e depois gregos posteriores para representar o primeiro ser metafísico, a Mônada ou O Absoluto.

Monismo (do grego μόνος mónos, "sozinho, único") é aquilo que atribui unidade ou singularidade (em grego: μόνος) a um conceito, por exemplo, à existência. Em geral, é o nome dado às teorias filosóficas que defendem a unidade da realidade como um todo (em metafísica) ou a existência de um único tipo de substância ontológica, como a identidade entre mente e corpo (em filosofia da mente) por oposição ao dualismo ou ao pluralismo, à afirmação de realidades separadas.
As raízes do monismo na filosofia ocidental estão nos filósofos pré-socráticos, que abordaram o problema do um versus muitos, como Zenão de Eleia, Tales de Mileto, Parmênides. O estudo filosófico do Um é chamado de henologia. O monismo já teve importância filosófica em toda a história ocidental e oriental, com destaque em questões religiosas, devido às suas implicações teológicas e sobre a origem do universo (cosmologia). A frase do grego Epimênides (século VI a.C.) "Pois em Ti vivemos, nos movemos e temos nosso ser", em referência a Zeus, foi citada por Paulo de Tarso (Livro de Atos 17.28) e é um exemplo notável de monismo de realidade que engloba todos os seres. Na modernidade, Baruch Espinoza é talvez o mais conhecido filósofo monista por excelência, pois defende que se deve considerar a existência de uma única coisa, a substância (natura naturans), da qual tudo o mais (natura naturata), incluindo mente e matéria, são modos. Hegel defende um monismo semelhante, dentro de um contexto de absolutismo racionalista, junto ao pensamento do idealismo alemão baseado na descrição do Absoluto. Nietzsche afirmou que quando a ideia "Tudo é um" foi proposta, ela fez de Tales o primeiro filósofo grego. Iris Murdoch disse em A Soberania do Bem: "Os hospícios do mundo estão cheios de pessoas convictas de que tudo é um. Pode-se dizer que 'tudo é um' é uma falsidade perigosa em qualquer nível, exceto no mais elevado".
Vários tipos de monismo podem ser distinguidos:
- O monismo prioritário afirma que todas as coisas existentes remontam a uma fonte que é distinta delas; por exemplo, no platonismo e neoplatonismo tudo é derivado de O Um.[4] Nesta visão, apenas uma coisa é ontologicamente básica ou anterior a tudo o mais;
- O monismo de existência postula que, estritamente falando, existe apenas uma coisa, o Universo, que só artificialmente e arbitrariamente pode ser dividido em muitas coisas;[5]
- O monismo de substância afirma que uma variedade de coisas existentes pode ser explicada em termos de uma única realidade ou substância.[6] O monismo de substâncias postula que existe apenas um tipo de material, embora muitas coisas possam ser constituídas por esse material, por exemplo, matéria ou mente.

## Definições
Existem dois tipos de definições para o monismo:
1. A ampla definição: uma filosofia é monística se postula a unidade de origem de todas as coisas; todas as coisas existentes retornam a uma fonte que é distinta delas;[4]
2. A definição restrita: tal requer não apenas unidade de origem, mas também unidade de substância e essência.[4]

Embora o termo "monismo" seja derivado da filosofia ocidental para tipificar posições no problema mente-corpo, ele também tem sido usado para tipificar tradições religiosas. No hinduísmo moderno, o termo "monismo absoluto" está sendo usado para o Advaita Vedanta.

## História
O termo "monismo" foi introduzido no século XVIII por Christian von Wolff em sua obra Lógica (1728), para designar tipos de pensamento filosófico nos quais foi feita uma tentativa de eliminar a dicotomia entre corpo e mente e explicar todos os fenômenos por um princípio unificador, ou como manifestações de uma única substância.
O problema mente-corpo na filosofia examina a relação entre mente e matéria e, em particular, a relação entre consciência e cérebro. O problema foi tratado por René Descartes no século XVII, resultando em dualismo cartesiano, e por filósofos pré-aristotélicos, na filosofia aviceniana (de Avicena), e nas tradições asiáticas anteriores e, mais especificamente, indianas.
Mais tarde, foi também aplicado à teoria da identidade absoluta apresentada por Hegel e Schelling. Posteriormente, o termo foi usado de forma mais ampla, para qualquer teoria que postulasse um princípio unificador. A tese oposta do dualismo também foi ampliada, para incluir o pluralismo. Segundo Urmson, como resultado desse uso prolongado, o termo é "sistematicamente ambíguo".
Segundo Jonathan Schaffer, o monismo perdeu popularidade devido ao surgimento da filosofia analítica no início do século XX, que se revoltou contra os neohegelianos. Carnap e Ayer, que foram fortes defensores do positivismo, "ridicularizaram toda a questão como misticismo incoerente".
O problema mente-corpo ressurgiu na psicologia social e campos afins, com o interesse na interação mente-corpo e a rejeição do dualismo cartesiano mente-corpo na tese da identidade, uma forma moderna de monismo. O monismo também ainda é relevante para a filosofia da mente, onde várias posições são defendidas. Em contraste com o dualismo, o monismo não aceita nenhuma divisão fundamental. A natureza fundamentalmente díspar da realidade tem sido central nas formas de filosofias orientais por mais de dois milênios. Na filosofia indiana e chinesa, o monismo é essencial para a compreensão da experiência. Hoje, as formas mais comuns de monismo na filosofia ocidental são fisicalistas. O monismo fisicalista afirma que a única substância existente é física, em certo sentido desse termo a ser esclarecido por nossa melhor ciência. No entanto, é possível uma variedade de formulações. Outra forma de monismo, o idealismo, afirma que a única substância existente é mental. Embora o idealismo puro, como o do budismo Iogachara e de George Berkeley, seja incomum na filosofia ocidental contemporânea, uma variante mais sofisticada chamada panpsiquismo, segundo a qual a experiência e as propriedades mentais podem estar na base da experiência e das propriedades físicas, foi adotada por alguns filósofos como como Alfred North Whitehead e David Ray Griffin.
Fenomenalismo é a teoria de que representações (ou dados dos sentidos) de objetos externos são tudo o que existe. Tal visão foi adotada brevemente por Bertrand Russell e muitos dos positivistas lógicos durante o início do século XX. Uma terceira possibilidade é aceitar a existência de uma substância básica que não é física nem mental. O mental e o físico seriam ambos propriedades dessa substância neutra. Tal posição foi adotada por Baruch Spinoza e popularizada por Ernst Mach no século XIX. Esse monismo neutro, como é chamado, se assemelha ao dualismo de propriedade.

## Filosofia

### Tipos

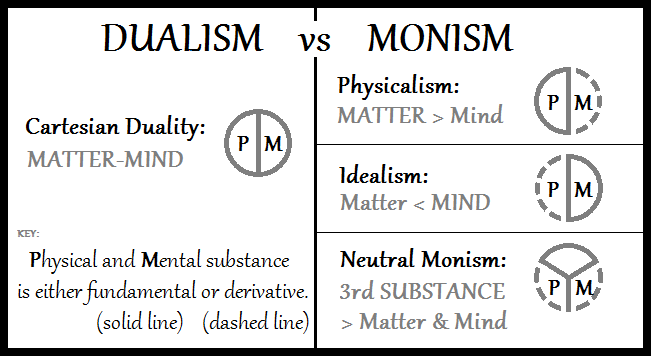
Um diagrama com monismo neutro comparado ao dualismo cartesiano, fisicalismo e idealismo

Diferentes tipos de monismo incluem:
1. Monismo de substância, "a visão de que a aparente pluralidade de substâncias se deve a diferentes estados ou aparências de uma única substância";[15]
2. Monismo atributivo, "a visão de que, independentemente do número de substâncias, elas são de um único tipo último";[15]
3. Monismo parcial, "dentro de um determinado domínio do ser (por muitos mais que existam), existe apenas uma substância";[15]
4. Monismo de existência, "a visão de que existe apenas um espécime de objeto concreto (O Único," Τὸ Ἕν" ou a Mônada)";[28]
5. Monismo prioritário: "o todo é anterior às suas partes" ou "o mundo tem partes, mas as partes são fragmentos dependentes de um todo integrado";[27]
6. Monismo de propriedade, "a visão de que todas as propriedades são de um único tipo (por exemplo, somente existem propriedades físicas)";
7. Monismo de gênero, "a doutrina de que existe uma categoria mais alta; por exemplo, o ser".[27]

As opiniões que contrastam com o monismo são:
- Dualismo metafísico, que afirma que existem duas substâncias ou realidades irreconciliáveis, como o Bem e o Mal/ por exemplo, maniqueísmo;[4]
- Pluralismo metafísico, que afirma três ou mais substâncias ou realidades fundamentais;[4]
- Niilismo metafísico, nega qualquer uma das categorias acima (substâncias, propriedades, objetos concretos, etc.).

O monismo na moderna filosofia da mente pode ser dividido em três grandes categorias:
1. Monismo idealista, mentalista, que sustenta que apenas a mente ou o espírito existe;[4]
2. Monismo neutro, que sustenta que um tipo de coisa existe fundamentalmente,[29] ao qual tanto o mental quanto o físico podem ser reduzidos;[11]
3. Monismo material (também chamado de fisicalismo e materialismo), que sustenta que o mundo material é primário e a consciência surge através da interação com o mundo material (epifenômeno);[30][29]

a. Materialismo eliminativo, segundo o qual tudo é físico e coisas mentais não existem;
b. Fisicalismo redutivo, segundo o qual as coisas mentais existem e são um tipo de coisa física;
Certas posições não se encaixam facilmente nas categorias acima, como o funcionalismo, monismo anômalo e monismo reflexivo. Além disso, eles não definem o significado de "real".

### Filósofos monísticos

#### Pré-socráticos
Embora a falta de informação dificulte, em alguns casos, a certeza dos detalhes, os seguintes filósofos pré-socráticos pensaram em termos monísticos:
- Tales: Água ou Nous (Mente);
- Anaximandro: Apeiron (que significa 'o infinito indefinido'). A realidade é uma coisa, mas não podemos saber o que;
- Anaxímenes de Mileto: Ar;
- Heráclito: Mudança, simbolizada pelo fogo (em que tudo está em constante fluxo);
- Parmênides: O Ser ou a Realidade é uma esfera perfeita, imutável, indivisa.[32]

#### Pós-Sócrates
- Platão aborda o problema do monismo notavelmente em seu diálogo chamado Parmênides, com o conceito do Um. Ele não afirma claramente sua teoria monista, mas busca uma conciliação entre o Ser de Parmênides e o Devir dos elementos transitórios, integrados na maior parte de seus diálogos em sua Teoria das Formas,[33] por exemplo na Ideia do Bem suprema.
- Neopitagóricos como Apolônio de Tiana centraram suas cosmologias na Mônada ou Um.
- Estoicos ensinavam que há apenas uma substância, identificada como Deus.
- Platonismo médio, sob obras como as de Numênio, Alcino e Plutarco, ensinava que o Universo emana da Mônada ou da Una.
- O neoplatonismo é monístico. Plotino ensinou que havia um Deus transcendente inefável, 'O Uno', do qual as realidades subsequentes eram emanações. Do Uno emana a Mente Divina (Nous), a Alma Cósmica (Psique) e o Mundo (Cosmos).

#### Modernos
- Giordano Bruno[34][35]
- Baruch Spinoza
- Gottfried Wilhelm Leibniz
- Alexander Bogdanov
- Georg Wilhelm Friedrich Hegel
- F. H. Bradley
- Arthur Schopenhauer
- Ernst Haeckel[36][37]
- Jonathan Schaffer
- Georgi Plekhanov
- Friedrich Engels
- Karl Marx
- Giacomo Leopardi[38]
- Pietro Ubaldi
- Huberto Rohden

### Neurocientistas monísticos
- Ivan Pavlov
- Roger Sperry
- Francis Crick
- Eric Kandel
- Rodolfo Llinas
- György Buzsáki
- Karl Friston

## Religião

### Panteísmo
Panteísmo é a crença de que tudo compõe um Deus imanente e abrangente, ou que o universo (ou natureza) é idêntico à divindade. Os panteístas, portanto, não acreditam em um deus pessoal ou antropomórfico, mas acreditam que as interpretações do termo diferem.
O panteísmo foi popularizado na era moderna como uma teologia e filosofia baseada no trabalho do filósofo do século XVII Baruch Spinoza, cuja ética foi uma resposta à famosa teoria dualista de Descartes de que corpo e espírito são separados. Spinoza sustentou que os dois são iguais, e esse monismo é uma qualidade fundamental de sua filosofia. Ele foi descrito como um "homem intoxicado por Deus" e usou a palavra Deus para descrever a unidade de toda substância. Embora o termo panteísmo não tenha sido cunhado até depois de sua morte, Spinoza é considerado seu advogado mais célebre.
H. P. Owen afirmou que:
Os panteístas são "monistas" ... eles acreditam que existe apenas um Ser, e que todas as outras formas de realidade são modos (ou aparências) dele ou idênticos a ele. 
O panteísmo está intimamente relacionado ao monismo, pois os panteístas também acreditam que toda a realidade é uma substância, chamada Universo, Deus ou Natureza. Já o panenteísmo, um conceito ligeiramente diferente (explicado abaixo), no entanto, é dualista. Devido à sutileza da distinção de conceito, alguns dos chamados panteístas já foram identificados na verdade como panenteístas, inclusive os mais famosos como os estoicos, Giordano Bruno e Spinoza.

### Panenteísmo
Panenteísmo (do grego πᾶν (pân) "tudo"; ἐν (en) "em"; e θεός (theós) "Deus"; "tudo em Deus", termo criado por Krause) é um sistema de crenças que postula que o divino (seja um deus monoteísta, deuses politeístas ou uma força animadora cósmica eterna) interpenetra todas as partes da natureza, mas não é um com a natureza. O panenteísmo se diferencia do panteísmo, que sustenta que o divino é sinônimo de universo.
No panenteísmo, existem dois tipos de substância, "pan" o universo e Deus. O universo e o divino não são ontologicamente equivalentes. Deus é visto como a força animadora eterna dentro do universo. Em algumas formas de panenteísmo, o cosmos existe dentro de Deus, que por sua vez "transcende", "penetra" ou está "dentro" do cosmos.
Enquanto o panteísmo afirma que 'Tudo é Deus', o panenteísmo afirma que Deus anima todo o universo e também transcende o universo, sendo maior do que ele. Além disso, algumas formas indicam que o universo está contido em Deus, como no conceito de Tzimtzum. Muito do pensamento hindu é altamente caracterizado por panenteísmo e panteísmo. O judaísmo chassídico funde o ideal eleito da nulificação ao panenteísmo divino transcendente paradoxal, através da articulação intelectual das dimensões internas da Cabala, com a ênfase populista na imanência divina panenteísta em tudo e ações de bondade.
Paul Tillich defendeu esse conceito na teologia cristã, assim como o estudioso bíblico liberal Marcus Borg e o teólogo místico Matthew Fox, um padre episcopal.

### Pandeísmo
Pandeismo (em grego clássico: πᾶν; romaniz.: pan – trad.: “tudo” e do latim deus, no sentido de deísmo, é um termo que descreve crenças que incorporam ou misturam coerentemente elementos logicamente reconciliáveis do panteísmo (que "Deus", ou uma divindade criadora metafisicamente equivalente, é idêntica à Natureza) e deísmo clássico (que o Deus criador que projetou o universo não existe mais em um status em que possa ser alcançado, e pode ser confirmado apenas pela razão). É, portanto, mais particularmente a crença de que o criador do universo realmente se tornou o universo e, portanto, deixou de existir como uma entidade separada.
Através dessa sinergia, o pandeísmo afirma responder objeções primárias ao deísmo (por que Deus criaria e depois não interagiria com o universo?) E ao panteísmo (como o universo se originou e qual é o seu propósito?).

### Fés dármicas

#### Características
O problema central da filosofia asiática (religiosa) não é o problema do corpo-mente, mas a busca de um Real ou Absoluto imutável além do mundo das aparências e dos fenômenos mutáveis, e a busca pela libertação de dukkha e pela libertação do mundo. ciclo de renascimento. No hinduísmo, a ontologia da substância prevalece, vendo Brahman como o real imutável além do mundo das aparências. No budismo, a ontologia do processo é predominante, com algumas linhagens vendo a realidade como vazia de uma essência imutável, enquanto outras, principalmente Maaiana e do budismo tibetano,  consideram os atributos da iluminação de Buda como realidade última e imutável (ver Natureza de Buda, Tathagata e Buda Primordial). O ensino budista dzogchen (do tibetano, "não dois") é não dualista.
Uma característica de várias religiões asiáticas é o discernimento dos níveis de verdade, uma ênfase no entendimento intuitivo-experiencial do Absoluto, como jnana, bodhi e kensho, e uma ênfase em a integração desses níveis de verdade e seu entendimento.

#### Hinduísmo

##### Vedanta

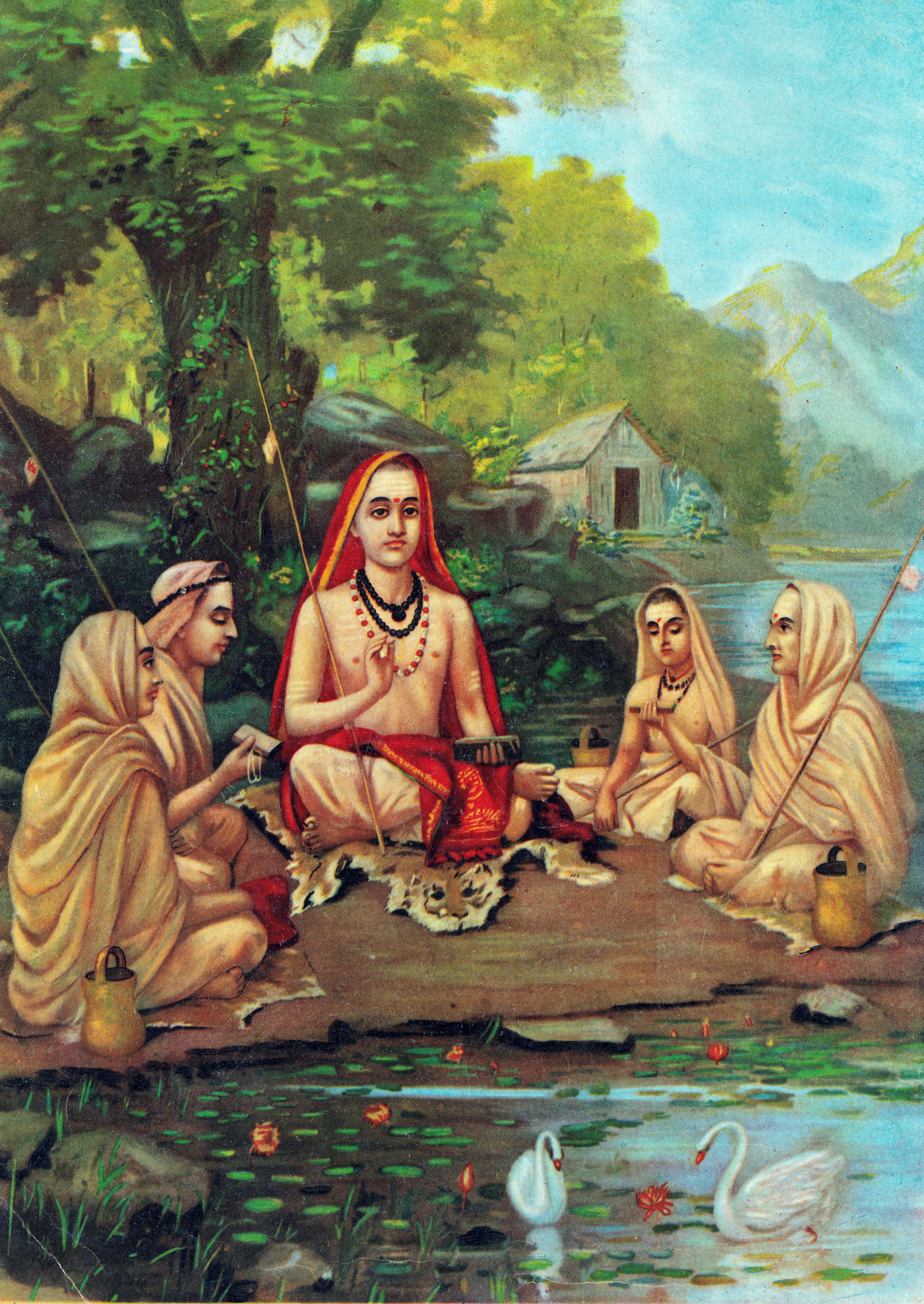
Adi Shankara com Discípulos, de Raja Ravi Varma (1904)

Vedanta é a investigação e sistematização dos Vedas e Upanishads, para harmonizar as várias e contrastantes ideias que podem ser encontradas nesses textos. Dentro do Vedanta, existem diferentes escolas:
- Advaita Vedanta (do sânscrito, advaita "não dual"), monismo absoluto, do qual Adi Shankara é o representante mais conhecido;[63]
- Vishishtadvaita, monismo qualificado, é da escola de Ramanuja;[64]
- Shuddhadvaita, monismo em essência, é a escola de Vallabha;
- Dvaitadvaita (dual-não dual), monismo diferencial, é uma escola fundada por Nimbarka;
- Dvaita, dualismo, é uma escola fundada por Madhvacharya e provavelmente o único Sistema Vedântico que se opõe a todos os tipos de monismo. Ele acredita que Deus é eternamente diferente das almas e da matéria, tanto na forma como na essência;
- Achintya Bheda Abheda, uma escola de Vedanta fundada por Chaitanya Mahaprabhu, representando a filosofia da inconcebível unicidade e diferença. Pode ser entendido como uma integração da teologia dualista estrita (dvaita) de Madhvacharya e do monismo qualificado (vishishtadvaita) de Ramanuja.

##### Advaita Vedanta
O monismo é mais claramente identificado no Advaita Vedanta, embora Renard ressalte que essa pode ser uma interpretação ocidental, ignorando a compreensão intuitiva de uma realidade não dual.
No Advaita Vedanta, Brahman é a realidade eterna, imutável, infinita, imanente e transcendente, que é o fundamento divino de toda matéria, energia, tempo, espaço, ser e tudo mais além neste universo. A natureza de Brahman é descrita como transpessoal, pessoal e impessoal por diferentes escolas filosóficas.
O Advaita Vedanta fornece um caminho elaborado para alcançar o moksha (libertação). Isso envolve mais do que autoindagação ou percepção clara da natureza real da pessoa. A prática, especialmente o Jnana-ioga, é necessária para "destruir as tendências pessoais (vāsanās)" antes que se possa obter uma verdadeira percepção.
Advaita assumiu do Madhyamika a ideia de níveis de realidade. Normalmente, dois níveis estão sendo mencionados, mas Shankara usa a sublação como critério para postular uma hierarquia ontológica de três níveis:
- Pāramārthika (paramartha, absoluto), o nível absoluto "que é absolutamente real e para o qual os outros dois níveis de realidade podem ser resolvidos".[72] Esta experiência não pode ser sublinhada por nenhuma outra experiência;[71]
- Vyāvahārika (vyavahara), ou samvriti-saya[70] (empírico ou pragmático), "nosso mundo de experiência, o mundo fenomênico com o qual lidamos todos os dias quando estamos acordados".[72] É o nível em que tanto jiva (criaturas vivas ou almas individuais) quanto Iswara são verdadeiros; aqui, o mundo material também é verdadeiro;
- Prāthibhāsika (pratibhasika, realidade aparente, irrealidade), "realidade baseada apenas na imaginação".[72] É o nível em que as aparências são realmente falsas, como a ilusão (maya) de uma cobra sobre uma corda ou um sonho.

##### Vaishnava
Todas as escolas vaishnavas são panenteístas e vêem o universo como parte de Krishna ou Narayana, mas vêem uma pluralidade de almas e substâncias dentro de Brahman. O teísmo monístico, que inclui o conceito de um deus pessoal como um Ser Supremo universal, onipotente, imanente e transcendente, também prevalece em muitas outras escolas de hinduísmo.

##### Tantra
O Tantra vê o Divino como imanente e transcendente (panenteísmo). O Divino pode ser encontrado no mundo concreto. As práticas visam transformar as paixões, em vez de transcendê-las.

##### Hinduísmo moderno
A colonização da Índia pelos britânicos teve um grande impacto na sociedade hindu. Em resposta, os principais intelectuais hindus começaram a estudar a cultura e a filosofia ocidentais, integrando várias noções ocidentais no hinduísmo. Este hinduísmo modernizado, por sua vez, ganhou popularidade no oeste.

Um importante papel foi desempenhado no século XIX por Swami Vivekananda no renascimento do hinduísmo, e na expansão do Advaita Vedanta para o oeste através da Missão Ramakrishna. Sua interpretação do Advaita Vedanta foi chamada de Neovedanta. No Advaita, Shankara sugere que meditação e Nirvikalpa Samadhi são meios para obter conhecimento da unidade já existente de Brahman e Atman, não é o objetivo mais alto em si:
Ioga é um exercício meditativo de afastamento do particular e identificação com o universal, levando à contemplação de si como o mais universal, a saber, a Consciência. Esta abordagem é diferente do Ioga clássico da supressão completa do pensamento. 
Vivekananda, segundo Gavin Flood, foi "uma figura de grande importância no desenvolvimento de um entendimento hindu moderno e na formulação da visão ocidental do hinduísmo". Central à sua filosofia é a ideia de que o divino existe em todos os seres, que todos os seres humanos podem alcançar a união com essa "divindade inata", e que vê-lo como a essência dos outros promoverá a amor e a harmonia social. Segundo Vivekananda, existe uma unidade essencial ao hinduísmo, subjacente à diversidade de suas muitas formas. Segundo Flood, a visão de Vivekananda sobre o hinduísmo é a mais comum entre os hindus atualmente. Esse monismo, de acordo com Flood, está no fundamento dos Upanishads anteriores, à teosofia na tradição Vedanta posterior e no neo-hinduísmo moderno.

#### Budismo
Segundo o Cânone Pāli, tanto o pluralismo (nānatta) quanto o monismo (ekatta) são visões especulativas. Um comentário do Teravada observa que o primeiro é semelhante ou associado ao niilismo/aniquilacionismo (ucchēdavāda), e o último é semelhante ou associado ao eternalismo (sassatavada). Veja o caminho do meio.
Na escola Madhyamaka do budismo mahayana, a natureza última do mundo é descrita como Śūnyatā ou "vacuidade", que é inseparável de objetos sensoriais ou qualquer outra coisa. Essa parece ser uma posição monista, mas as visões de Madhyamaka - incluindo variações como rangtong e shentong - abster-se-ão de afirmar qualquer entidade finalmente existente. Em vez disso, desconstroem quaisquer afirmações detalhadas ou conceituais sobre a existência última como resultando em consequências absurdas. A visão de Iogacara, uma escola minoritária agora encontrada apenas entre os maaiana, também rejeita o monismo. No Maaiana, Vajrayana e no budismo tibetano há diversas linhagens que consideram os atributos da iluminação de Buda como realidade última e imutável (ver Natureza de Buda, Tathagata e Buda Primordial), como nos ensinos do budismo chinês, japonês e coreano, e por budistas tibetanos como Longchenpa e Dolpopa. O ensino budista dzogchen (do tibetano, "não dois") é não dualista.

##### Níveis de verdade
Dentro do budismo, pode-se encontrar uma rica variedade de modelos filosóficos e pedagógicos. Várias escolas de budismo discernem níveis de verdade:
- A doutrina das duas verdades do Madhyamaka;
- As três naturezas do Iogacara;
- Essência-Função, ou Absoluto-relativo no Budismo Chinês e Coreano;
- A fórmula Trikaya, consistindo em:
  - O corpo de Dharmakāya ou Verdade, que incorpora o próprio princípio da iluminação e não conhece limites ou fronteiras;
  - O Sambhogakāya ou corpo de prazer mútuo que é um corpo de bem-aventurança ou manifestação de luz clara;
  - O Nirmāṇakāya ou corpo criado que se manifesta no tempo e no espaço.[84]

Os Prajnaparamita-sutras e Madhyamaka enfatizam a não dualidade da forma e do vazio: "a forma é a vacuidade, a vacuidade é a forma", como diz o Sutra do Coração. Em algumas escolas do budismo chinês, entendia-se que a realidade última não é um domínio transcendental, mas igual ao mundo cotidiano da realidade relativa. Essa ideia se encaixava na cultura chinesa, que enfatizava o mundo e a sociedade mundanos. Mas isso não diz como o absoluto está presente no mundo relativo: 
Negar a dualidade do samsara e do nirvana, como a Perfeição da Sabedoria o faz, ou demonstrar logicamente o erro da conceituação dicotomizante, como Nagarjuna, não é abordar a questão da relação entre samsara e nirvana - ou, em termos mais filosóficos, entre a realidade fenomênica e a última [...] Qual é, então, a relação entre esses dois reinos?
Esta pergunta é respondida em tais esquemas como os Cinco Degraus do Tozan, as Pinturas dos Dez Touros, e as quatro maneiras de saber de Hakuin.

#### Siquismo
O siquismo está em conformidade com o conceito de Monismo de Prioridade. A filosofia sikh defende que tudo o que nossos sentidos compreendem é uma ilusão; Deus é a única realidade. As formas sendo sujeitas ao tempo passarão. Somente a realidade de Deus é eterna e permanente. O pensamento é que o Atma (alma) nasce e reflete um ParamAtma (Alma Suprema) e "se fundirá novamente a ele", nas palavras do Décimo Guru dos Sikhs, Guru Gobind Singh, "assim como a água funde novamente na água". 
ਜਿਉ ਜਲ ਮਹਿ ਜਲੁ ਆਇ ਖਟਾਨਾ ॥
Jio Jal Mehi Jal Aae Khattaanaa ||
Como a água vem a se misturar com água,
ਤਿਉ ਜੋਤੀ ਸੰਗਿ ਜੋਤਿ ਸਮਾਨਾ ॥
Thio Jothee Sang Joth Samaanaa ||
Sua luz se mistura na Luz.

- SGGS, p. 278
Deus e alma são fundamentalmente os mesmos; idênticos da mesma maneira que o Fogo e suas faíscas. "Atam meh Ram, Ram meh Atam", que significa "A suprema realidade eterna reside na alma e a alma está contida nele". A partir de uma corrente, milhões de ondas surgem e, no entanto, as ondas, feitas de água, tornam-se novamente água; do mesmo modo, todas as almas surgiram do Ser Universal e se misturariam novamente a ele.

### Fés abraâmicas

#### Judaísmo
O pensamento judaico considera Deus separado de todas as coisas físicas, criadas (transcendentes) e existentes fora do tempo (eternas).
Segundo Maimônides, Deus é um ser incorpóreo que causou toda a outra existência. De fato, Deus é definido como o existente necessário que causou toda outra existência. Segundo Maimônides, admitir corporalidade para Deus é o mesmo que admitir complexidade para Deus, o que é uma contradição a Deus como a Causa Primeira e constitui heresia. Enquanto alguns místicos hassídicos consideravam a existência do mundo físico uma contradição à simplicidade de Deus, Maimônides não via contradição.
De acordo com o pensamento chassídico (particularmente como proposto pelo fundador da Chabad, no século XVIII, Shneur Zalman de Liadi), Deus é considerado imanente na criação por duas razões interrelacionadas:
1. Uma crença judaica muito forte é que "[a] força vital divina que traz [o universo] à existência deve estar constantemente presente ... se essa força vital abandonasse [o universo] por um breve momento, seria reverter para um estado de absoluto nada, como antes da criação ...";[93]
2. Simultaneamente, o judaísmo sustenta como axiomático que Deus é uma unidade absoluta e que ele é perfeitamente simples — portanto, se seu poder de sustentação está na natureza, sua essência também está na natureza.

O Vilna Gaon era muito contrário a essa filosofia, pois sentia que isso levaria ao panteísmo e à heresia. Segundo alguns, esta é a principal razão da proibição de Gaon ao chassidismo.

#### Cristianismo

##### Distinção criador-criatura
O cristianismo mantém fortemente a distinção criador-criatura como fundamental. Os cristãos sustentam que Deus criou o universo ex nihilo e não a partir de sua própria substância, de modo que o criador não deve ser confundido com a criação, mas a transcende (dualismo metafísico) (cf. Gênesis). No entanto, há um movimento crescente para se ter um "panenteísmo cristão". Conceitos e teologias ainda mais imanentes devem ser definidos juntamente com a onipotência, onipresença e onisciência de Deus, devido ao desejo de Deus de contato íntimo com sua própria criação (cf. Atos 17:27). Outro uso do termo "monismo" está na antropologia cristã para se referir à natureza inata da humanidade como sendo holística, como geralmente oposta às visões bipartidas e tripartites.

##### Rejeição do dualismo radical
Em Sobre a Livre Escolha da Vontade, Agostinho argumentou, no contexto do problema do mal, que o mal não é o oposto do bem, mas apenas a ausência do bem, algo que não tem existência em si. Da mesma forma, C. S. Lewis descreveu o mal como um "parasita" em Mero Cristianismo, pois ele via o mal como algo que não pode existir sem o bem para lhe proporcionar existência. Lewis continuou argumentando contra o dualismo a partir da base do absolutismo moral, e rejeitou a noção dualista de que Deus e Satanás são opostos, argumentando que Deus não tem igual, portanto não tem oposto. Lewis viu Satanás como o oposto de Miguel, o arcanjo. Devido a isso, Lewis defendeu um tipo mais limitado de dualismo. Outros teólogos, como Greg Boyd, argumentaram com mais profundidade que os autores bíblicos mantinham um "dualismo limitado", o que significa que Deus e Satanás se envolvem em uma batalha real, mas apenas devido ao livre arbítrio dado por Deus, enquanto Deus permite.
Isaías 45: 5–7 diz: *5 Eu sou o Senhor, e não há mais ninguém; não há Deus além de mim; cingi-te, embora tu não me conhecesses;
- 6 Para que saibam, desde o nascer do sol, e do oeste, que não há ninguém além de mim. Eu sou o Senhor, e não há mais nada.
- 7 Formo a luz, e crio trevas; faço a paz e crio o mal; eu, o Senhor, faço todas estas coisas.

##### Teose
No catolicismo romano e na ortodoxia oriental, embora os seres humanos não sejam ontologicamente idênticos ao Criador, eles são capazes de se unir à sua natureza divina por meio da teose e pela recepção devota da Santa Eucaristia.[carece de fontes?] Esta é uma união sobrenatural, além daquela união natural, da qual São João da Cruz diz: "deve-se saber que Deus habita e está presente substancialmente em toda alma, mesmo na do maior pecador no mundo, e essa união é natural." Juliana de Norwich, embora mantenha a dualidade ortodoxa de Criador e criatura, fala de Deus como "o verdadeiro Pai e verdadeira Mãe" de todas as naturezas; assim, Ele as habita substancialmente e, assim, preserva-as da aniquilação, pois sem essa habitação sustentadora tudo deixaria de existir.No entanto, na Ortodoxia Oriental, a criação é unida a Deus pela graça e não pela natureza. É isso que é conhecido como distinção Essência-Energias. Enquanto em união com Deus, os cristãos ortodoxos creem que a pessoa humana mantém sua individualidade e não é engolida pela Mônada.

##### Monismo cristão
Alguns teólogos cristãos são monistas declarados, como Paul Tillich. Visto que Deus é "em quem vivemos, nos movemos e existimos" (Livro de Atos 17.28), segue-se que tudo o que tem ser participa de Deus.

##### Visão dos Santos dos Últimos Dias (Mormonismo)
A teologia dos Santos dos Últimos Dias também expressa uma forma de monismo cristão através do materialismo e do eternalismo, alegando que a criação foi ex matéria (em oposição ao ex nihilo no cristianismo convencional), como expressa por Parley Pratt e ecoada em vista pelo profeta Santo dos Últimos Dias Joseph Smith, não fazendo distinção entre o espiritual e o material, sendo esses não apenas igualmente eternos, mas, no final, duas manifestações da mesma realidade ou substância. 
Deus, o pai é material. Jesus Cristo é material. Anjos são materiais. Espíritos são materiais. Homens são materiais. O universo é material ... Não existe nada que não seja material.

- Parley Pratt

#### Islamismo

##### Alcorão
Vincent Cornell argumenta que o Corão fornece uma imagem monista de Deus, descrevendo a realidade como um todo unificado, com Deus sendo um conceito único que descreveria ou atribuiria todas as coisas existentes. Mas a maioria argumenta que as escrituras religiosas semíticas, especialmente o Alcorão, vêem a criação e Deus como duas existências separadas. Ele explica que tudo foi criado por Deus e está sob seu controle, mas ao mesmo tempo distingue a criação como sendo dependente da existência de Deus.

#### Sufismo
Os místicos sufistas defendem o monismo. Um dos mais notáveis é o poeta persa do século XIII Rumi (1207–73) em seu poema didático Masnavi, que defendia o monismo. Rumi diz no Masnavi,
Na loja da Unitdade (wahdat); tudo o que você vê lá, exceto o Um, é um ídolo.
O mais influente dos monistas islâmicos foi o filósofo sufi Ibn Arabi (1165-1240). Ele desenvolveu o conceito de "unidade do ser" (em árabe: waḥdat al-wujūd), uma filosofia monoísta. Nascido em al-Andalus, ele causou um enorme impacto no mundo muçulmano, onde foi coroado "o grande Mestre". Nos séculos seguintes à sua morte, suas ideias se tornaram cada vez mais controversas.

### Bahá'í
Embora os ensinamentos bahá'ís tenham uma forte ênfase em questões sociais e éticas, existem vários textos fundamentais que foram descritos como místicos. Algumas delas incluem declarações de natureza monista (por exemplo, Os Sete Vales e as Palavras Ocultas). As diferenças entre as visões dualista e monista são reconciliadas pelo ensino de que esses pontos de vista opostos são causados por diferenças nos próprios observadores, não naquilo que é observado. Esta não é uma posição de 'verdade superior/verdade inferior'. Deus é incognoscível. Para o homem, é impossível adquirir qualquer conhecimento direto de Deus ou do Absoluto, porque qualquer conhecimento que se tem é relativo.

### Não-dualismo
De acordo com o não-dualismo, muitas formas de religião são baseadas em uma compreensão experimental ou intuitiva do "Real". O não-dualismo, uma reinterpretação moderna dessas religiões, prefere o termo "não-dualismo", em vez de monismo, porque esse entendimento é "não conceitual", "não compreensível em uma ideia".
A essas tradições não-dualistas pertencem o hinduísmo (incluindo o Vedanta, algumas formas de Ioga e certas escolas de Shaivismo), o taoísmo, o panteísmo, o Rastafári e sistemas semelhantes de pensamento.